# أكرم النقاش
أكرم النقاش ولد في مدينة الدار البيضاء المغربية في 07 أبريل 2002،و هو لاعب مغربي يشغل مركز مدافع في فريق الجيش الملكي

## سيرة شخصية

### تكوين في الأكاديمية و بداية احترافية في فريق توراكة
انضم أكرم نقاش إلى مركز التدريب بأكاديمية محمد السادس لكرة القدم في سن صغيرة حيث تلقى تعليمه هناك أيضا.
وقع عقده الاحترافي الأول بتاريخ  1 شتنبر  2021، و انضم بموجبه  إلى فريق اتحاد تواركة  لمدة ثلاثة مواسم. و لعب موسمه الأول في بطولة القسم الثاني المغربي  ، وتوج مع فريقه في وصافة البطل في موسمه الأول. و لعب أول مباراة له في  2 شتنبر 2022، في البطولة الاحترافية ضد الدفاع الحسني  الجديدي ، و دخل في الدقيقة  81  بديلاً من عمر النمساوي (و انهزم فريقه 1-0)   . و شارك بتاريخ 2 أكتوبر، لأول مرة أساسيا  في بطولة البطولة الاحترافية ضد المغرب  التطواني (تعادل 1-1) ، و بعد   خمسة أيام  من ذلك و في 7 أكتوبر منح الفوز لفريقه بتسجيل الهدف الوحيد مباراة فريقه ضد شباب المحمدية بفضل تمريرة حاسمة من إريك مبانجوسوم (الفوز 1-0). لينهي فريقه موسم 2022–23 في المركز الثامن في ترتيب البطولة.

### الالتحاق بفريق الجيش الملكي ابتداء من 2024
التحق أكرم النقاش بفريق الجيش الملكي ابتداء من تاريخ 05 يوليوز 2024 بعقد لأربعة مواسم

### في المنتخب
تلقى أكرم نقاش في البداية استدعاءً للانضمام إلى المنتخب المغربي تحت سن  17 سنة 2018 من قبل  المدرب جمال السلامي و ذلك  للمشاركة في بطولة اتحاد شمال إفريقيا المؤهلة لكأس الأمم الأفريقية، حيث واجه المنتخب المغربي منتخب  الجزائر  تحت سن 17 سنة و فاز عليه (5-2)،  ثم تونس تحت سن 17 سنة  (و فاز عليه (1-0)،  وليبيا تحت سن 17 سنة  و فاز عليه (1-0)، و حقق  المغاربة الفوز بالبطولة بفضل ثلاثة انتصارات من أصل ثلاث مباريات.  و سجل أكرم النقاش أمام تونس هدفه الوحيد في البطولة   .  و تم اختيار النقاش في أبريل 2019 رسميًا للمشاركة في بطولة كأس الأمم الأفريقية بتنزانيا. و أُقْصِيَ  المغاربة من الدور الأول حيث احتلوا  المركز الرابع والأخير في ترتيب مجموعتهم المكونة من الكاميرون تحت سن 17 سنة  حيث انهزموا (2-1) وغينيا تحت سن 17 سنة  انهزموا ( 1-0 ) والسنغال تحت سن 17 سنة  تعادلوا، (1-1),.
و نادى عليه في القائمة النهائية المدرب عصام الشرعى في 9 يونيو 2023، للمشاركة في كأس إفريقيا تحت سن 23 سنة ، والتي أقيمت في المغرب. وشارك لأول مرة  خلال المباراتين الوديتين التحضيريتين أمام موريتانيا (فاز المنخب المغربي  4-1)،و أمام  زامبيا (فاز المنخب المغربي  4-2) و ذلك  يومي 15 و19 يونيو.  و أُقِيمت مباريات دور المجموعات في نهاية يونيو ضد المنتخب الأولمبي لغينيا و المنتخب الأولمبي  لغانا و المنتخب الأولمبي  للكونغو على المركب الرياضي مولاي عبد الله بالرباط. وجلس على مقاعد الاحتياط  في المباراة الافتتاحية ضد المنتخب الأولمبي لغينيا (فاز المنخب المغربي   2-1)، وغاب من لائحة المباراة خلال المواجهة الثانية ضد المنتخب الأولمبي  لغانا  . وحجز فيها المغرب تذكرته لنصف نهائي المسابقة بعد فوزه بنتيجة 5-1,. كما غاب عن قائمة المباراة أيضا في نصف النهائي ضد المنتجب الأولمبي المالي ، و تمكن المغاربة من الفوز بالمباراة بركلات الترجيح بعد التعادل في الوقت القانوني بنتيجة (2ـ2). و تأهل  المغاربة  تلقائيا بعده  إلى الألعاب الأولمبية الصيفية 2024 في باريس وإلى نهائي كأس الأمم الإفريقية ضد المنتخب الأولمبي لمصر, ,. وفاز المنتخب المغربي في المباراة النهائية في الوقت الإضافي  على المنتخب الأولمبي لمصر بفضل هدف أسامة ترغالين (الفوز 2-1),.
أُخْتِير أكرم النقاش  أيضا في شتنبر 2023 ، و لعب  مباراة ودية في 7 شتنبر ضد المنتخب الأولمبي البرازيلي في فاس  ، وانتهت المباراة بفوز المغرب (1-0),. وكان من المقرر أن تُلعب مباراة ودية ثانية في 11 شتنبر  في نفس المدينة ، ولكن تم إلغاؤها من قبل   الجامعة المغربية لكرة القدم  إثر الزلزال الذي ضرب المغرب,.
واختاره طارق السكتيوي  في 04 يوليوز 2024 ضمن  22 لاعبا المنتقين في  المنتخب الأولمبي المغربي  للمشاركة في الألعاب الأولمبية 2024,.
و تُوٍجَ  أكرم النقاش مع المنتخب الأولمبي  المغربي بالميدالية البرونزية في الألعاب الأولمبية 2024 في صنف منافسات كرة القدم للرجال ، و احتل المركز الثالث وراء المنتخب الأولمبي الاسباني و المنتخب الأولمبي الفرنسي ، حيث هزم  المنتخب الأولمبي المصري يوم الخميس 08 غشت 2024  في مباراة تحديد المركز الثالث (0 - 6) بملعب  “لا ألبوجوار” بمدينة “نانت” الفرنسية,. و سجل أكرم النقاش الهدف الخامس في المباراة في الدقيقة 70

## انجازات
المغرب تحت 23
- كأس الأمم الإفريقية : 2023[30]
- برونزية كرة القدم الأولمبية : 2024[31]